# Капрая-е-Ліміте
Капрая-е-Ліміте (італ. Capraia e Limite) — муніципалітет в Італії, у регіоні Тоскана,  метрополійне місто Флоренція.
Капрая-е-Ліміте розташована на відстані близько 240 км на північний захід від Рима, 22 км на захід від Флоренції.
Населення — 7624 особи (2014).
Щорічний фестиваль відбувається 26 грудня. Покровитель — святий Степан.

## Демографія
Населення за роками:

Станом на 1 січня 2023 року в муніципалітеті офіційно проживало 619 іноземців з 53 країн, серед них 178 громадян країн Євросоюзу та 16 громадян України.

## Сусідні муніципалітети
- Карміньяно
- Емполі
- Монтелупо-Фьорентіно
- Вінчі